# Тим Волз
Тимоти Џејмс Волз (енгл. Timothy James Walz; рођ. 6. априла 1964) је амерички политичар, бивши наставник и пензионисани подофицир америчке војске који од 2019. служи као 41. гувернер Минесоте. Члан је Демократске странке и био је кандидат за потпредседника на председничким изборима у Сједињеним Државама 2024. године Камале Харис, али су Харисова и он изгубили изборе од Доналда Трампа. Био је члан Представничког дома Сједињених Држава од 2007. до 2019. године, представљајући 1. конгресни дистрикт Минесоте.
Волз је рођен у Вест Појнту, у Небраски. Придружио се Националној гарди војске и након средње школе радио је као произвођач. Касније је дипломирао за наставника на Чардон Стејт Колеџ у Небраски пре него што се преселио у Минесоту 1996. Пре кандидовања за Конгрес, био је наставник друштвених наука и фудбалски тренер у школском округу Манкејто. Изабран је у Представнички дом Сједињених Држава за 1. конгресни дистрикт Минесоте 2006. године, победивши републиканског представника Гила Гуткнета који је служио 6 мандата. Реизабран је пет пута, дајући оставку 2019. након што је изабран за гувернера. Волз је представљао велики, углавном рурални део јужне Минесоте који се налази дуж границе са Ајовом.
Волз је изабран за гувернера Минесоте у новембру 2018, победивши републиканског кандидата, комесара округа Хенепин Џефа Џонсона. Реизабран је 2022, победивши републиканског кандидата Скота Џенсена. Током свог другог мандата, Волз је усвојио законе о државној инфраструктури и питањима животне средине, као и имплементирао вишеструке прогресивне политике, укључујући пореске модификације, бесплатне школске оброке, провере поседовања оружја и бесплатну школарину на факултету за породице са ниским примањима.
Кандидаткиња за председницу, потпредседница Камала Харис, објавила је 6. августа 2024. да је изабрала Волза за свог потпредседника на председничким изборима у САД 2024.

## Потпредседничка кампања 2024.
Волз је 22. јула 2024. подржао кандидатуру потпредседнице Харис након повлачења актуелног председника Џоа Бајдена из председничке трке 2024. Волз је ушао у ужи избор за потпредседника и 6. августа 2024. Харис је званично одабрала Волза за свог потпредседника. Ово је уследило након процеса селекције у којем су гувернер Кентакија Енди Бешир, секретар саобраћаја Пит Бутиџиџ, сенатор Аризоне Марк Кели, гувернер Илиноиса Џ. Б. Прицкер и гувернер Пенсилваније Џош Шапиро такође наводно били у ужем избору Харисове кампање пре Волзовог избора.
Волз је заслужан што је сковао опис „чудан“ за Доналда Трампа и друге републиканце. Термин је касније постао уобичајена линија напада демократа.